# Římskokatolická farnost Chvalnov
Římskokatolická farnost CHvalnov je územní společenství římských katolíků s farním kostelem svatého Jakuba Staršího v děkanátu Kroměříž.

## Historie farnosti
První písemná zmínka o obci pochází z roku 1371. 

## Duchovní správci
- Michal Šálek (2006-2007), administrátor excurrendo z Koryčan
- František Bůžek (2007-2009), administrátor excurrendo z Koryčan
- Jaroslav Štancl (2009-2025), administrátor excurrendo ze Střílek
- Václav Škvařil (od roku 2025), administrátor excurrendo z Koryčan[2]

## Bohoslužby
| Kostel                  | Místo    | Bohoslužba (den) | Hodina | Poznámka     |
| ----------------------- | -------- | ---------------- | ------ | ------------ |
| svatého Jakuba Staršího | Chvalnov | neděle           | 11.00  | farní kostel |

## Aktivity ve farnosti
Ve farnosti se pravidelně koná tříkrálová sbírka.